# Paraskeuī Papachristou
Paraskeuī Papachristou, detta Voula (in greco Παρασκευή Παπαχρήστου?; Atene, 17 aprile 1989), è una triplista greca.
Ha vinto due medaglie d'oro ai Campionati europei di atletica under 23 e ha rappresentato la Grecia del 2011 ai Campionati del mondo di atletica leggera. È stato rimossa dalla squadra greca delle Olimpiadi di Londra 2012 per la sua condotta su Twitter.

## Biografia

### Carriera
Nata ad Atene, Papachristou ha vinto la medaglia di bronzo ai Campionati mondiali juniores del 2008. Ha gareggiato nel 2009 ai Campionati europei indoor, passando il girone di qualificazione con un salto di 14.47 metri. Tuttavia, in finale era infortunata e non è riuscita a registrare un salto valido. Dopo aver preso la medaglia di bronzo ai Giochi del Mediterraneo del 2009, ha partecipato ai Campionati del mondo di atletica leggera 2009 senza raggiungere la fase finale. Ha vinto l'oro ai Campionati europei U23 nel 2009 e nel 2011.

### Espulsione dalle Olimpiadi 2012
Papachristou avrebbe dovuto competere nelle Olimpiadi estive del 2012, ma è stata espulsa dalla squadra greca il 25 luglio 2012 a causa di una battuta, pubblicata su Twitter, ritenuta offensiva nei confronti degli immigrati africani in Grecia. Ha infatti pubblicato sul suo account Twitter: "Con così tanti africani in Grecia... Almeno le zanzare del Nilo occidentale mangeranno cibo fatto in casa!" facendo riferimento ad un piccolo focolaio di febbre del Nilo occidentale ad Atene, che aveva contagiato almeno cinque persone e ucciso una persona. Il tweet, per il quale ha in seguito chiesto scusa affermando che era stato uno scherzo infelice e di cattivo gusto, è stato condannato dal Comitato Olimpico Ellenico in quanto contrario ai valori e agli ideali olimpici.

## Palmarès
| Anno | Manifestazione          | Sede           | Evento       | Risultato | Prestazione | Note                                     |
| ---- | ----------------------- | -------------- | ------------ | --------- | ----------- | ---------------------------------------- |
| 2008 | Mondiali U20            | Bydgoszcz      | Salto triplo | Bronzo    | 13,74 m     |                                          |
| 2009 | Europei indoor          | Torino         | Salto triplo | Finale    | nm          |                                          |
| 2009 | Giochi del Mediterraneo | Pescara        | Salto triplo | Bronzo    | 14,12 m     |                                          |
| 2009 | Europei U23             | Kaunas         | Salto triplo | Oro       | 14,34 m     | Miglior prestazione personale            |
| 2009 | Mondiali                | Berlino        | Salto triplo | 29ª (q)   | 13,58 m     |                                          |
| 2011 | Europei indoor          | Parigi         | Salto triplo | 16ª (q)   | 13,72 m     |                                          |
| 2011 | Europei U23             | Ostrava        | Salto triplo | Oro       | 14,40 m     |                                          |
| 2011 | Mondiali                | Taegu          | Salto triplo | 16ª (q)   | 14,05 m     |                                          |
| 2012 | Europei                 | Helsinki       | Salto triplo | 11ª       | 13,89 m     |                                          |
| 2016 | Mondiali indoor         | Portland       | Salto triplo | Bronzo    | 14,15 m     |                                          |
| 2016 | Europei                 | Amsterdam      | Salto triplo | Bronzo    | 14,47 m     |                                          |
| 2016 | Giochi olimpici         | Rio de Janeiro | Salto triplo | 8ª        | 14,26 m     |                                          |
| 2017 | Europei indoor          | Belgrado       | Salto triplo | Bronzo    | 14,24 m     | Miglior prestazione personale stagionale |
| 2017 | Mondiali                | Londra         | Salto triplo | 20ª (q)   | 13,75 m     |                                          |
| 2018 | Mondiali indoor         | Birmingham     | Salto triplo | 6ª        | 14,05 m     |                                          |
| 2018 | Europei                 | Berlino        | Salto triplo | Oro       | 14,60 m     | Miglior prestazione personale stagionale |
| 2019 | Europei indoor          | Glasgow        | Salto triplo | Argento   | 14,50 m     | Miglior prestazione personale            |
| 2021 | Europei indoor          | Toruń          | Salto triplo | 5ª        | 14,31 m     |                                          |
| 2021 | Giochi olimpici         | Tokyo          | Salto triplo | 32ª (q)   | 12,23 m     |                                          |